# La Nouvelle Équipe
Pour l'adaptation, voir La Nouvelle Équipe (comics).
La Nouvelle Équipe (The Mod Squad) est une série télévisée américaine en 124 épisodes de 52 minutes, créée par Buddy Ruskin, produite par Aaron Spelling et diffusée entre le 24 septembre 1968 et le 1er mars 1973 sur le réseau ABC.
En France, la série a été diffusée à partir du 17 avril 1971 sur la deuxième chaîne de l'ORTF. Elle reste inédite dans les autres pays francophones. Elle a été partiellement rediffusée dans l'émission de Guy Lux La Une est à vous, puis l'après-midi sur Antenne 2 en 1977.
Seuls 13 épisodes ont été doublés en français. Les saisons 3 à 5 sont inédites en France.

## Synopsis
Adam Greer, capitaine de police à Los Angeles, donne à trois délinquants l'occasion de racheter leurs erreurs : Linc, originaire d'Harlem, a volé une voiture ; Pete Cochran, héritier d'une riche famille d'aristocrates, est arrêté lors des émeutes de Watts et Julie Barnes a fui San Francisco et sa mère prostituée.
Tous trois vont former la mod Squad, une équipe chargée de combattre le crime.

## Distribution
- Michael Cole (en) : Pete Cochran
- Clarence Williams III : Linc Hayes
- Peggy Lipton : Julie Barnes
- Tige Andrews (en) : Capitaine Adam Greer

## Épisodes

### Saison 1 (1968-1969)
1. titre français inconnu (The Teeth of the Barracuda)
2. titre français inconnu (Bad Man on Campus)
3. Un si joli petit bus (My What a Pretty Bus)
4. titre français inconnu (When Smitty Comes Marching Home)
5. titre français inconnu (You Can't Tell the Players Without a Programmer)
6. titre français inconnu (A Time to Love - A Time to Cry)
7. titre français inconnu (Find Tara Chapman!)
8. La Rançon de la haine  (The Price of Terror)
9. titre français inconnu (A Quiet Weekend in the Country)
10. titre français inconnu (Love)
11. titre français inconnu (Twinkle, Twinkle, Little Starlet)
12. titre français inconnu (The Guru)
13. Les Cascadeurs (The Sunday Drivers)
14. titre français inconnu (Hello Mother, My Name Is Julie)
15. Le Vol no 5 ne répond plus (Flight Five Doesn't Answer)
16. titre français inconnu (Shell Game)
17. L'Affaire du rodéo (Fear Is the Bucking Horse)
18. Le Monde la nuit (A Hint of Darkness, a Hint of Light)
19. Les Trois Petits Voyous (The Uptight Town)
20. La Loi des canons (A Reign of Guns)
21. La Chasse au magot (A Run for the Money)
22. titre français inconnu (Child of Sorrow, Child of Light)
23. Garde bien ta foi, mon frère (Keep the Faith, Baby)
24. titre français inconnu (Captain Greer, Call Surgery)
25. titre français inconnu (Peace Now - Arly Blau)
26. titre français inconnu (A Seat by the Window)

### Saison 2 (1969-1970)
Deux épisodes seulement ont été doublés en français.
1. titre français inconnu (The Girl in chair nine)
2. titre français inconnu (My name is Manolete)
3. titre français inconnu (An eye for an eye)
4. titre français inconnu (Ride the man down)
5. titre français inconnu (To linc - with love)
6. titre français inconnu (Lisa)
7. titre français inconnu (Confrontation)
8. titre français inconnu (Willie poor boy)
9. titre français inconnu (The death of Wild Billy Hannachek)
10. titre français inconnu (A place to run, a heart to hide in)
11. titre français inconnu (The Healer)
12. titre français inconnu (In this corner - Sol Alpert)
13. L'adorable escroc (Never give the fuzz an even break)
14. titre français inconnu (The Debt)
15. titre français inconnu (Sweet child of terror)
16. titre français inconnu (The King of empty cups)
17. titre français inconnu (A town called Sincere)
18. titre français inconnu (The Exile)
19. titre français inconnu (Survival house)
20. titre français inconnu (Mother of sorrow)
21. Péché mortel (The Deadly sin)
22. titre français inconnu (A Time for remembering)
23. titre français inconnu (Return to darkness, return to light)
24. titre français inconnu (Call back yesterday)
25. titre français inconnu (Should hold acquaintance be forgot)
26. titre français inconnu (The Loser)

### Saison 3 (1970-1971)
1. titre français inconnu (The Long road home)
2. titre français inconnu (See the Eagles dying)
3. titre français inconnu (Who are the keepers, who are the inmates?)
4. titre français inconnu (A is for Annie)
5. titre français inconnu (The Song of Willie)
6. titre français inconnu (Search and destroy)
7. titre français inconnu (Just ring the bell once)
8. titre français inconnu (Welcome to the human race, Levi Frazee)
9. titre français inconnu (A Far away place so near)
10. titre français inconnu (A time of hyacints)
11. titre français inconnu (The Judas trap)
12. titre français inconnu (Fever)
13. titre français inconnu (Is there anyone left in Santa Paula? )
14. titre français inconnu (A short course in war)
15. titre français inconnu (Kicks incorporated)
16. titre français inconnu (A bummer for R.J.)
17. titre français inconnu (The hot, hot car)
18. titre français inconnu (Suffer, little children)
19. titre français inconnu (Is that justice? No, it's the law)
20. titre français inconnu (A double for danger)
21. titre français inconnu (Welcome to our city)
22. titre français inconnu (The Comeback)
23. titre français inconnu (We spy)
24. titre français inconnu (The Price of love)

### Saison 4 (1971-1972)
1. titre français inconnu (The Sentinels)
2. titre français inconnu (Cricket)
3. titre français inconnu (Home is the streets)
4. titre français inconnu (Survival)
5. titre français inconnu (Color of laughter, color of tears)
6. titre français inconnu (The Medecine men)
7. titre français inconnu (The Sands of Anger)
8. titre français inconnu (The Poisoned mind)
9. titre français inconnu (Exit the closer)
10. titre français inconnu (Whatever happened to Linc Hayes?)
11. titre français inconnu (And a little child shall bleed them)
12. titre français inconnu (Real loser)
13. titre français inconnu (Death of a nobody)
14. titre français inconnu (Feet of Clay )
15. titre français inconnu (I am my brother's keeper)
16. titre français inconnu (Deal with the Devil)
17. titre français inconnu (Kill gently, sweet Jessie)
18. titre français inconnu (Shockwave)
19. titre français inconnu (No more Oak leaves for Ernie Holland)
20. titre français inconnu (The Cave)
21. titre français inconnu (The Wild weekend)
22. titre français inconnu (The Tangled web)
23. titre français inconnu (Outside position)
24. titre français inconnu (Big George)

### Saison 5 (1972-1973)
1. titre français inconnu (The Connection)
2. titre français inconnu (The Thundermakers)
3. titre français inconnu (Yesterday's Ashes)
4. titre français inconnu (A Gift for Jenny)
5. titre français inconnu (Taps, Play it louder)
6. titre français inconnu (Eyes of the beholder)
7. titre français inconnu (Good times are just memories)
8. titre français inconnu (Corbey)
9. titre français inconnu (Can you hear me out there?)
10. titre français inconnu (Another final game)
11. titre français inconnu (Crime club)
12. titre français inconnu (The Twain)
13. titre français inconnu (Belinda, end of Miss Bubble Gum )
14. titre français inconnu (Kristie )
15. titre français inconnu (Sanctuary)
16. titre français inconnu (Run, Lincoln, Run)
17. titre français inconnu (Don't kill my child)
18. titre français inconnu (Death in High Places)
19. titre français inconnu (Put out the welcome mat for death)
20. titre français inconnu (Scion of death)
21. titre français inconnu (The night holds terror)
22. titre français inconnu (Cry Uncle)
23. titre français inconnu (And once for my baby)

## Adaptation cinématographique
En 1999, la série a été adaptée au cinéma dans une réalisation de Scott Silver avec Claire Danes dans le rôle de Julie Barnes.